# Wii Party U
Wii Party U (Wiiパーティ U?, Wī Pāti Yū) è un videogioco party sviluppato da Nd Cube con Nintendo e pubblicato da quest'ultima, uscito il 25 ottobre 2013, è il dodicesimo gioco della Serie Wii. È il sequel di Wii Party.
Il gioco riprende il concetto della serie Mario Party. Nella versione italiana l'annunciatore è doppiato da Angelo Cola.
Il titolo è stato presentato per la prima volta durante il Nintendo Direct dell'11 giugno in occasione dell'E3 2013.

## Modalità di gioco
Wii Party U è un videogioco multiplayer costituito da un tabellone standard con diversi minigiochi, in maniera molto simile alla serie di Mario Party. Sono disponibili più di 80 minigiochi diversi e più persone vi possono prendere parte utilizzando il Wii U GamePad. Wii Party U include anche un nuovo accessorio, un supporto per il Wii U GamePad per consente di godersi al meglio i singoli minigiochi. Da Wii Party fanno inoltre ritorno i Giochi in casa i quali si concentrano su varie implementazioni del Wii U GamePad e del Wii Remote tra un gruppo di persone.
Esistono quattro diversi tipi di modalità party. La prima è TV Party, che può includere fino a 4 giocatori che utilizzano il Wii Remote e il Wii U GamePad sul televisore. Questa modalità presenta un tabellone con diverse caselle che causerà qualche effetto sui giocatori. La modalità TV Party può essere giocata da uno a quattro giocatori in varie modalità.

### Giochi di gruppo
- Corsie veloci: Giocatori: 1-4 Tempo previsto di gioco: 45 minuti.

Qui bisogna attraversare di corsa una superstrada ed arrivare al traguardo. Ad ogni turno si affronta un minigioco 4 giocatori,  migliore è il piazzamento, più dadi si potranno lanciare al prossimo turno. Durante il gioco si devono superare delle prove lanciando dei dadi, chi supera la prova finale vince.
- Isola GamePad: Giocatori: 2-4 Tempo previsto di gioco: 45 minuti.

In questa modalità bisogna attraversare una giungla tirando dei dadi speciali e raggiungere il traguardo per primi. La particolarità dei dadi è che si usano con il Wii U GamePad, durante il gioco si devono superare delle prove con il GamePad, chi supera la prova finale vince.
- Carnevale con i Mii: Giocatori: 1-4 Tempo previsto di gioco: 60 minuti.

In questo gioco bisogna visitare vari negozi e ottenere articoli di abbigliamento a tema. Una volta fatto il giro del tabellone si sale sul palco, più un completo ha i suoi pezzi più punti si ottengono, vincendo ai minigiochi si possono ottenere articoli a scelta. Il giocatore che ha più punti alla fine vince.
- Alchimia di squadra: Giocatori: 1-4 Tempo previsto di gioco: 20 minuti.

Qui bisogna creare la squadra di calcio perfetta combinando i Mii, per farlo bisogna giocare a dei minigiochi, migliore è il piazzamento più giocatori si possono scambiare. Quando è il proprio turno bisogna combinare i Mii guardando i numeri e i colori delle maglie, migliore è la combinazione più punti si ottengono. Chi ha più punti alla fine vince.
- Sbilancia le biglie: Giocatori: 1-4 Tempo previsto di gioco: 30 minuti.

Qui bisogna ottenere più punti possibile facendo cadere le biglie. Ad ogni round si gioca ad un minigioco, migliore è il piazzamento più biglie si potranno far cadere al proprio turno. Si ottengono o si perdono punti in base alle biglie che si fa cadere: biglie colorate (1 punto), biglie dorate (10 punti) e biglie con teschio (- 5 punti). Al termine dei round chi ha più punti vince.

### Giochi in casa
- Indovina la smorfia: Giocatori: 3-4 Tempo previsto di gioco: 15 minuti.

In questa modalità bisogna leggere la descrizione sul GamePad, fare la smorfia indicata e farsi una foto con il Wii U GamePad. Dopodiché gli altri giocatori devono indovinare la smorfia, chi indovina ottiene dei punti. Il giocatore che ha più punti alla fine vince.
- Disegnini quiz: Giocatori: 3-4 Tempo previsto di gioco: 20 minuti.

Prima di tutto, il gioco inizierà dando ai giocatori la possibilità di pescare da uno a quattro giocatori o lasciare che i giocatori pescano in un ordine casuale deciso dal gioco. Dopo che l'ordine è stato scelto, il gioco inizierà ei giocatori dovranno alternarsi per pescare. Ogni giocatore tranne uno dovrà disegnare una cosa. Quello lasciato fuori disegnerà qualcosa di diverso dagli altri. Tutti i giocatori avranno la possibilità di pareggiare. Il giocatore con una cosa diversa da disegnare deve fare del suo meglio per essere in grado di ingannare gli altri se vuole che gli altri non li raggiungano. Dopo che ognuno ha disegnato ciò di cui aveva bisogno, i giocatori devono capire chi ha disegnato diversamente dagli altri. Dopo che tutti i giocatori hanno selezionato quello che pensano sia il disegno diverso, il gioco mostrerà chi ha disegnato in modo diverso dagli altri. Chi ha indovinato di più  guadagnerà punti e vincerà.
- Intreccia falangi: Giocatori: 2-4 Tempo previsto del gioco: 5-15 minuti.

Si devono premere i pulsanti sullo schermo affinché qualcuno non sbaglia.
- Caccia al Mii: Giocatori: 3-4 Tempo previsto di gioco: 5-20 minuti.

Il giocatore con il GamePad si nasconde insieme ad altri Mii usando una maschera e tutti gli altri devono riuscire a trovarlo. Il giocatore con il Gamepad deve descrivere quello che vede intorno a sé muovendo il GamePad mentre gli altri giocatori devono seguire le sue indicazioni e trovarlo, in base al tempo che i giocatori trovano il giocatore con il Gamepad si ottiene un certo numero di punti. Chi ne ha di più alla fine vince.
- Conosci i tuoi amici: Giocatori: 3-4 Tempo previsto di gioco: 30 minuti.

In questo gioco bisogna rispondere alle domandone fatte sullo schermo e poi si darà la loro impressione al proprio Mii.
- Portatori d'acqua: Giocatori: 2-4 Tempo previsto di gioco: 10 minuti.

In questo gioco si deve posizionare il GamePad il più lontano possibile dalla TV, poi si deve andare avanti e indietro usando il telecomando Wii come "mestolo" per raccogliere l'acqua del "fiume" del GamePad e poi portarla nei contenitori sulla TV. Bisogna tenere il telecomando Wii più dritto possibile altrimenti l'acqua si rovescia, il giocatore che riempie il proprio contenitore per primo vince.
- Il menu dei desideri: Giocatori: 2-4 Tempo previsto di gioco: 15 minuti.

In questa modalità il giocatore con il GamePad fa l'inserviente e prende gli ordini degli altri giocatori. Quando tutti avranno deciso cosa vogliono, il giocatore con il GamePad dovrà affidarsi alla sua memoria per portare i piatti giusti alle persone giuste. Una volta fatto gli altri giocatori valuteranno il servizio del giocatore con il GamePad.
- Ballo sincronizzato: Giocatori: 2-4 Tempo previsto di gioco: 10 minuti.

In questo gioco si posiziona il Wii U GamePad sul pavimento, poi ci si mette in piedi. Quando inizia la musica, si deve ballare con i propri amici e seguire i movimenti dei Mii visualizzati sul GamePad. Ci sono tre canzoni fra cui scegliere, e quindi ci si può divertire un mondo con musiche diverse. Al termine del ballo si ottiene un voto in base a quanti movimenti si hanno eseguito correttamente.

## Accoglienza

### Critica
| Testata                            | Giudizio |
| ---------------------------------- | -------- |
| Metacritic (media al 22-06-2022)   | 65/100   |
| GameRankings (media al 09-12-2019) | 64.68%   |
| Destructoid                        | 7/10     |
| Edge                               | 5/10     |
| Eurogamer                          | 7/10     |
| GameSpot                           | 5/10     |
| IGN                                | 7.5/10   |
| Joystiq                            | 2/5      |
| Nintendo Life                      | 8/10     |
| Nintendo World Report              | 8/10     |

Wii Party U ha ricevuto recensioni contrastanti da parte della critica e sul sito web aggregatore di recensioni Metacritic ha una media di 65/100. Secondo Edge, "Wii Party U non ha ritmo e non ti renderai conto di quanto sia cruciale per un gioco di società finché non sarà finito". Edge afferma inoltre che uno dei problemi di Wii Party U è la sua "molteplicità di giochi", mentre trascorri "tanto tempo a spiegarsi quanto a divertirti". A differenza di Edge, Daan Koopman di Nintendo World Report elogia il gioco affermando che è "un bel gioco di società piacevole per la folla", offrendo "di più del gioco per Wii del 2010". Chris Carter di Destructoid sostenne che a parte l'enorme quantità di minigiochi e modalità offerte, non c'era molto da sbloccare in Wii Party U e in termini di rigiocabilità sarebbe stato difficile divertirsi per più di una settimana in singolo ma con due giocatori il divertimento si sarebbe protratto per una o due settimane in più.
Chris Schilling di Eurogamer affermò che era impossibile resistere contro la superficialità di Wii Party U in quanto non era pensato per essere un gioco per trascorrere numerose ore cercando di battere i propri punteggi più alti o per sbloccare livelli aggiuntivi ma bensì come una fonte di intrattenimento usa e getta per una riunione di famiglia o con gli amici e riusciva bene nel suo scopo. Heidi Kemps di GameSpot considerò la sua presentazione come "sterile" e la mancanza di opzioni non aiutava di certo a migliorare le cose. Anche se aveva i suoi momenti salienti, la festa finiva prima che potesse davvero iniziare. Scott Thompson di IGN lo apprezzò maggiormente, trovandolo un'esperienza sorprendentemente profonda con una varietà di modi di giocare. Sebbene fossero presenti alcune difficoltà da affrontare in ogni modalità, erano presenti abbastanza momenti salienti per divertirsi in molti modi diversi. Mike Wehner di Joystiq fu molto negativo, reputando Wii Party U non un titolo terribile ma semplicemente privo di ispirazione. Wehner affermò che "Se stai cercando qualcosa che possa essere rigiocato per mesi e mesi, come Wii Sports, non lo troverai qui". Al contrario, Martin Watts di Nintendo Life trovò che molti dei minigiochi offerti spingevano davvero al massimo le caratteristiche uniche della console per creare esperienze nuove ma altamente divertenti che potevano essere trovate altrove.

### Vendite
In Giappone, il gioco è stato accolto molto bene, vendendo circa 70 000 copie fisiche nella prima settimana, portando il sistema di vendita di Wii U a 38.000 unità vendute. Durante le festività natalizie, le vendite del gioco sono state notevolmente superiori, occupando generalmente la vetta delle classifiche giapponesi. Al 31 dicembre 2013, più di 518 000 unità erano state vendute solo in Giappone, entrando nella classifica giapponese di fine anno al decimo posto.
Al 30 settembre 2015, ha un fatturato mondiale di 1,58 milioni di copie vendute.